# 来兎
来兎（らいと、本名：久場 超（くば まさる）、1月30日 - ）は日本のゲーム音楽作曲家。沖縄県沖縄市出身。株式会社リサレコ代表。

## 略歴
少年時代は新聞配達のアルバイトで稼いだお金をゲームセンターにつぎ込むほどのゲーム好きだったという。
1997年～2000年の間、沖縄県で同人ゲームサークル「NEXT」を主催。「ウィザーススター」などを手がける。NEXT解散後上京し、渡辺製作所やフランスパンで活動。
2005年頃より、ボーカリストの綾菓と音楽ユニット「風葉」（かざは）を結成し、都内を中心にライブ活動を開始。後に「風葉」は活動休止したが綾菓とは2020年現在もビジネスパートナーとして活動を共にしている。2007年11月11日、中学時代の同級生であり、りされこTVのアシスタントのめろこ。と入籍。2009年7月頃に再び沖縄市に移住する。

## プロデュース・ユニット
- 風葉（かざは）
  - 綾菓との2人組ユニット

- flooor
- すぃーつ☆ぱらだいす
  - Yocchi、佳春、めろこ。の3人組ボーカルユニット。CoCoの「無敵のONLY YOU」、楽天使の「天使たちのシンフォニー」等のアイドル・ポップのカバーも行っている。

- 幻想エアリー
  - ボーカロイドソフトを使用した作品、「バトるロイヤルバレンタイン！」「ユアハイネス☆マイプリンセス」などを制作。来兎が作曲、めろこ。が動画制作、綾菓が作詞で制作された。

## 作品
手がけた音楽は同人ゲームの活動を含め、のべ50万人以上に聞かれているといわれている。

### ゲーム
- ウィザーススター（NEXT）
- GLOVE ON FIGHT（渡辺製作所）
- バイクバンディッツ（フランスパン、HOTPULSE）
- ラグナロクバトルオフライン
- MELTY BLOOD[3][4]（TYPE-MOON、フランスパン）
- 小鳩ヶ丘高校女子ぐろ〜部 Gleam of Force（フランスパン）
- UNDER NIGHT IN-BIRTH（フランスパン）
- 魔神少女 -Chronicle 2D ACT-（INSIDE SYSTEM、フライハイワークス）
- 魔神少女 エピソード2 -願いへの代価-（INSIDE SYSTEM、フライハイワークス）
- ブレイブダンジョン（INSIDE SYSTEM）
- 新発売! おそ松さんのへそくりウォーズ～ニートの攻防～（Avex Technologies）
- Indivisible（Lab Zero Games/効果音担当）
- けものフレンズぱびりおん（サウンド担当）

### アニメ関連

#### 作曲
- テレビアニメ
  - 『ラムネ』 OP主題歌「ラムネ色のメロディ」
  - 「SK∞ エスケーエイト」 ランガのテーマ（2021年1月・MEGとの作曲・編曲）[5]

### リミックス作品
- GLOVE ON FIGHT Cyber Trax Vol.01
- もってけ!セーラーふくRe-Mix001〜7 burning Remixers〜 （もってけ!セーラーふく【メタボ対策Mix】 [3:40]として参加）
- 四角い宇宙で待ってるよ Fortune[☆]Cube Mix
- PLOMISED DAWN（MELTY BLOODサウンドトラック）

### サウンドトラック
- キューティーハニー THE LIVE
- 絶対衝激 〜PLATONIC HEART〜（久場超名義）
- はいたい七葉

### CMソング
- 沖縄セルラー電話
  - au夏市
  - サクサク娘（仮）
  - サクサク娘（春）
- 沖縄県:自動車税納税キャンペーンCM
- 琉球銀行:琉銀中

### その他
- ミツバチ声薬「ハートエイド」「プンケルD」
- いっしょにとれーにんぐ （OVA）
- おかしな刑事スペシャル（TVドラマ/2019年10月20日テレビ朝日系列/久場超名義）
- 根間うい「青々」「ウミワタリ」（編曲）[6][7]

## 楽曲提供
- 風葉 - ほぼすべての楽曲を担当
- 真優 - 「Darling... Kiss immediate」、「Power of Love」、「ラムネ色のメロディ」、「おんなの子は恋の神様」
- 織姫よぞら - 「A-Girl」（Masaru Kuba 名義）

## エピソード
初のパソコンは、小学生の時に親から買ってもらったシャープのMZ-1500。小学生4年生頃にはエレクトーン教室に通っていたことがあった。沖縄時代、日経流通新聞を見たいために、週3回浦添市のモスバーガーへ通い、常連になったことがある。上京後、よく警察官から職務質問されるので困るとのこと。風葉のライブでは当初はキーボード担当だったが、現在ではノートパソコンを使って演奏している。東京ゲームショウ2018、2019ビジネスデイに沖縄企業として出展している。ニコニコ動画、FRESH LIVE、ツイキャス、YouTubeに渡り週末深夜に約一時間の雑談配信をしている。2021年4月3日現在で通算377回の配信実績がある。UNDER NIGHT IN-BIRTHやMELTY BLOODで制作した楽曲をYouTubeチャンネルで公開したところ、日本国内よりも海外からのコメントが殺到し、チャンネル登録者数が6270人となり収益化を達成している。（2021年4月現在）嫌いなものとして、酸っぱいものが苦手で紫蘇や梅が苦手と来兎教 第339回配信（2020/07/04）で話している。

## 嗜好物
- コカ・コーラ（2002年頃まで。主食かと言われるほど良く飲んでいたらしい）
- ガツンとみかん（時期不明）
- ファミリーマートのアイスコーヒー（2021年時点、本人談）
- なとりうずらの味付けたまご70g（ローソン販売品）を2020年頃から来兎教配信時のおつまみとして頻出。

## 関連記事
- ゲーム音楽の作曲家一覧